# Eibiswald
Eibiswald (szlovénül Ibnik) osztrák mezőváros Stájerország Deutschlandsbergi járásában. 2017 januárjában 6575 lakosa volt. 

## Elhelyezkedése

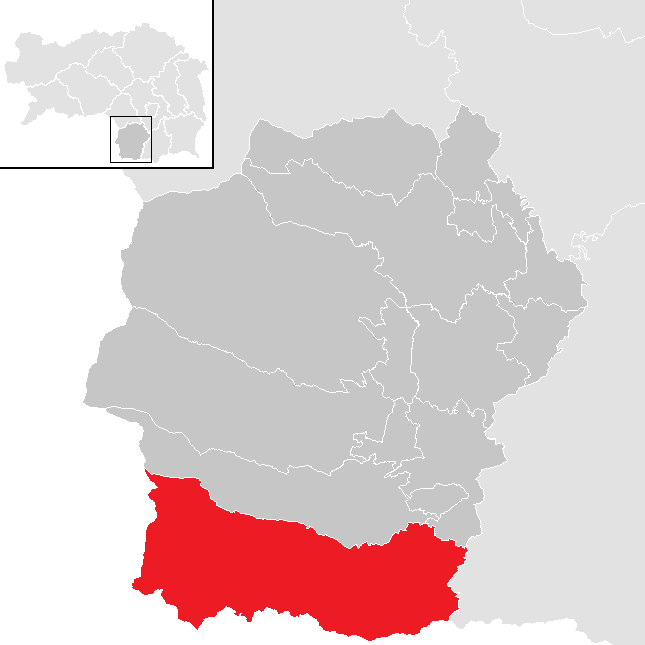
Eibiswald a Deutschlandsbergi járásban

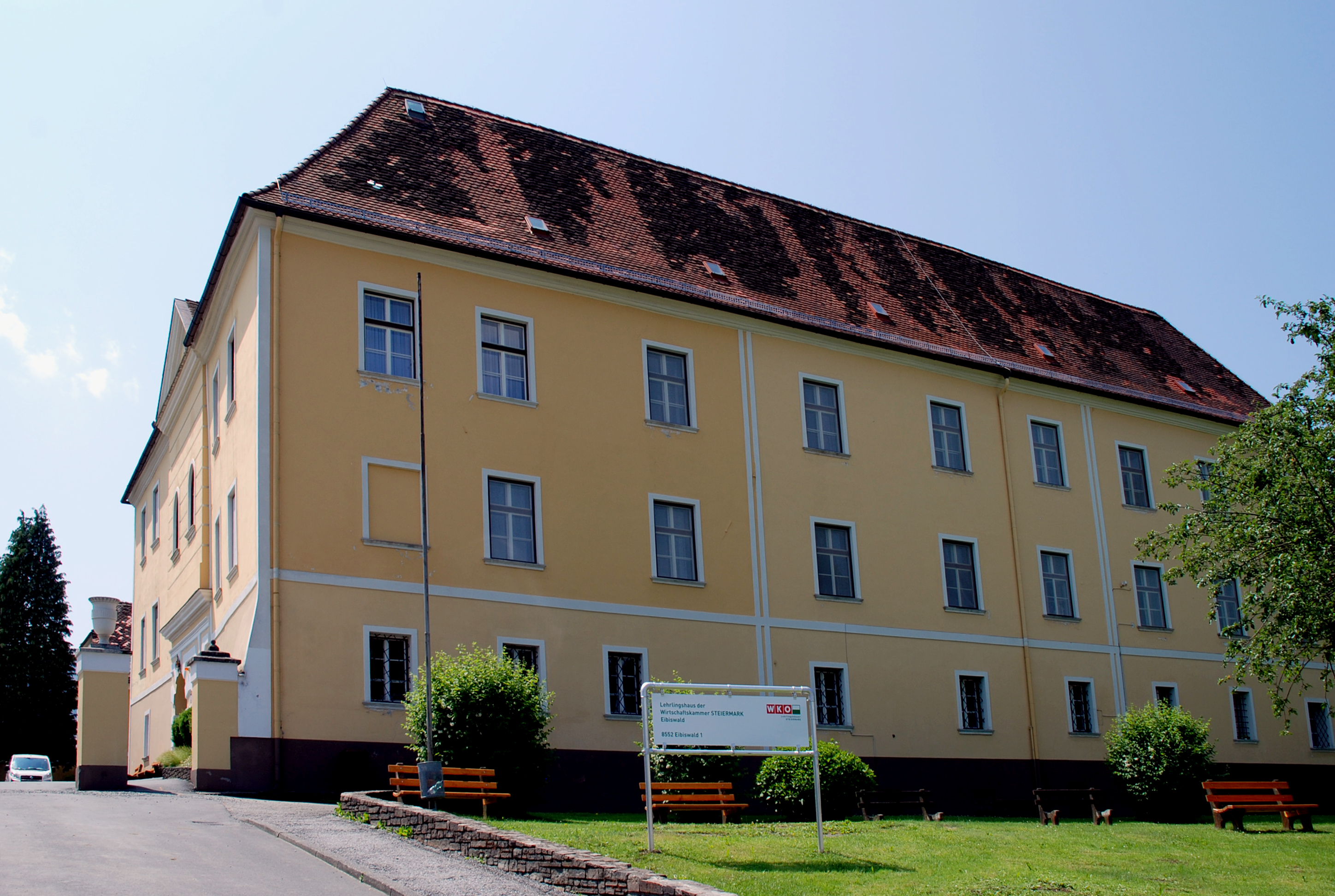
Az eibiswaldi kastély

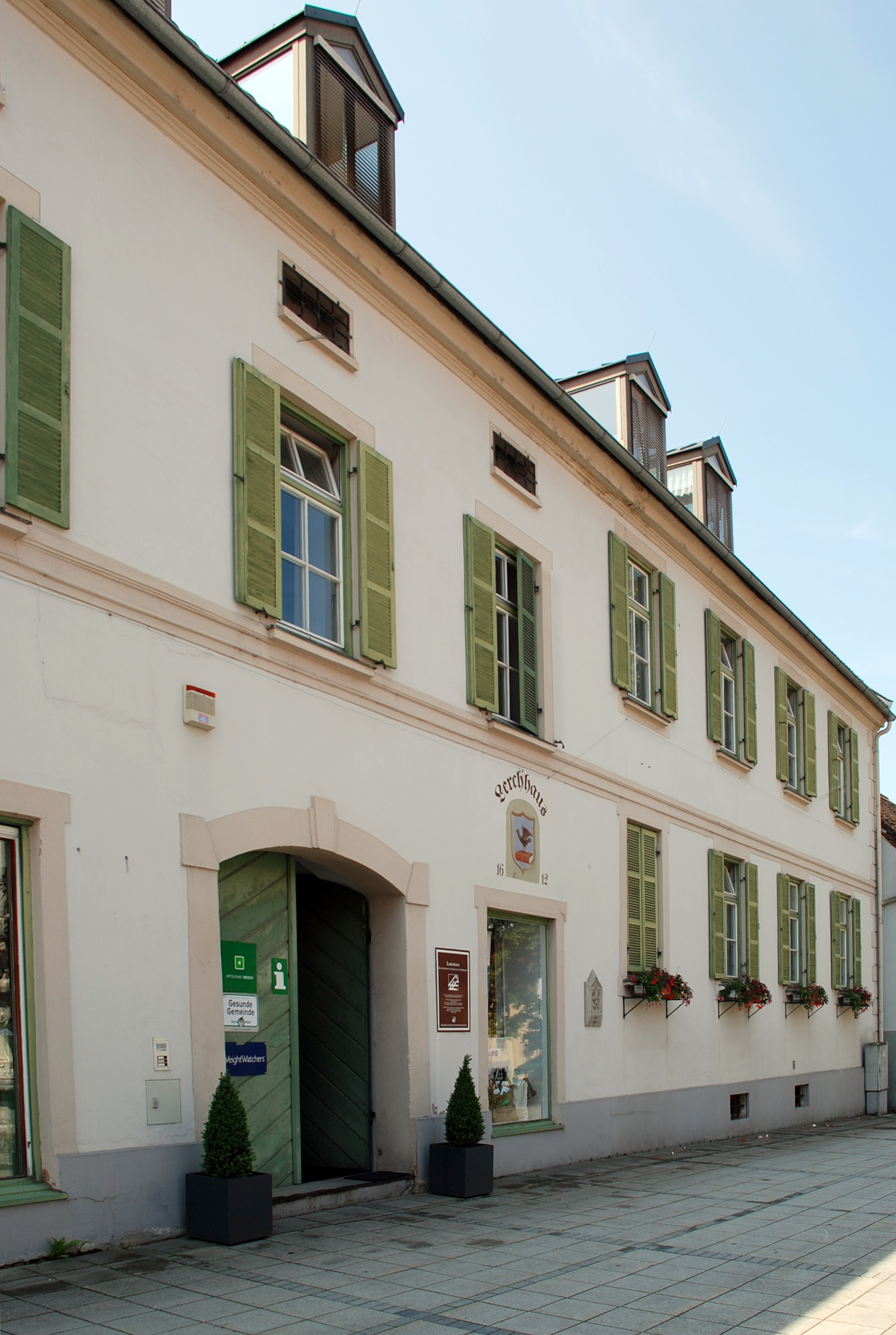
A 16. századi Lerchhaus

Eibiswald a tartomány déli részén fekszik közvetlenül a szlovén határ mellett, a Nyugat-Stájerország régióban, a Koralpe-hegység keleti lábánál (bár az önkormányzat területének jelentős része a hegységre esik). Az önkormányzat 26 katasztrális községben 55 falut és kisebb-nagyobb településrészt fog össze.
A környező települések: délnyugatra Lavamünd (Karintia), nyugatra Sankt Georgen im Lavanttal (Karintia), északra Wies, északkeletre Sankt Martin im Sulmtal, keletre Oberhaag, délre Muta, Radlje ob Dravi és Dravograd (utóbbi három Szlovéniában).  

## Története
A település neve az Iwein személynévből származik. Területén már a neolitikumban is éltek emberek, akárcsak a bronz- és vaskorban, vagy a római időszakban. A 6. század végétől a szláv Karantánia államhoz tartozott, a helynevek egy része szláv eredetű. A bajorok beletelepülésére a 8. század végén, a Frank Birodalomhoz kerülés után került sor. 860-ban a salzburgi érsek kiterjedt birtokadományokban részesült a térségben. Miután a magyar kalandozások után helyreállt a rend, Eibiswald területén a salzburgi érsek, az Aribo- és Eppenstein-családok szereztek birtokot. 
Templomát 1170-ben, "Ybanswalde" várát 1265-ben említik először. A településre 1290-ben már mezővárosként hivatkoznak; ebben az időben 70 házból állt. A vár előbb a Wildon-, majd a Tybein- és a Walsee-nemzetségek tulajdonába került. 1500 után a von Eibiswald-család szerezte meg a birtokot és reneszánsz stílusban kibővítették a várat. A város a 16. században gazdasági nehézségekkel és csökkenő lakossággal küzdött, de a 17. században a lakosok száma ismét bővülni kezdett. 1674-ben kihalt az Eibiswald-család és vár kézről kézre járt: a Schrottenbachoktól az üveggyáros Ignaz von Purgay  vásárolta meg, tőle pedig 1828-ban a Hansákhoz került.   
A vasfeldolgozásnak nagy hagyományai vannak Eibiswaldban. 1653-ban Wolf Max Freiherr von Eibiswald vashámort alapított, amelyben 30 munkás dolgozott. Többek között kaszákat gyártottak, de a vállalkozás stagnált, mert csak Felső-Ausztriából tudtak vasat beszerezni. Az üzemet 1835-ben megvásárolta az állam és modern acélművű fejlesztette, amely ezer főt foglalkoztatott. 1869-ben ismét magánkézbe került, de 1905-ben bezárt, mert túl messziről kellett nyersanyagot vásárolnia. Az acélgyár jelenléte beindította a szénbányászatot, amely 1920-ig működött.    
Az első világháború után Alsó-Stájerország Jugoszláviához került, a tartomány közepén fekvő, jó közlekedési kapcsolatokkal rendelkező Eibiswald pedig határmenti településsé vált. 
A 20-as évek gazdasági válságának következtében Eibiswald a nemzetiszocialista mozgalom egyik "kristályosodási gócává" vált. Az NSDAP az 1932-es helyhatósági választáson bekerült a városi tanácsba. 1934 nyarán a júliusi puccs során a nácik megpróbálták megdönteni az osztrák kormányt. Eközben Eibiswaldot szilárdan a kezükben tartották, és amikor a puccs megbukott, az egész járásból ide menekültek párttársaik, mintegy 800-an. A rendőrség végül 95 főt tartóztatott le a puccsba való részvétel miatt, a többség külföldre távozott. A második világháború alatt a városi önkormányzat területén jugoszláv partizánok csaptak össze a helyi hatóságokkal.
A 2015-ös stájerországi közigazgatási reform során Aibl, Großradl, Pitschgau, St. Oswald ob Eibiswald és Soboth községeket Eibiswaldhoz csatolták.  

## Lakosság
Az eibiswaldi önkormányzat területén 2017 januárjában 6575 fő élt. A lakosság 1951 (akkor 8295 lakos) óta folyamatosan csökken. 2001-ben a helybeliek 97,9%-a volt osztrák állampolgár és 92%-uk a római katolikus vallást követte. 

## Látnivalók

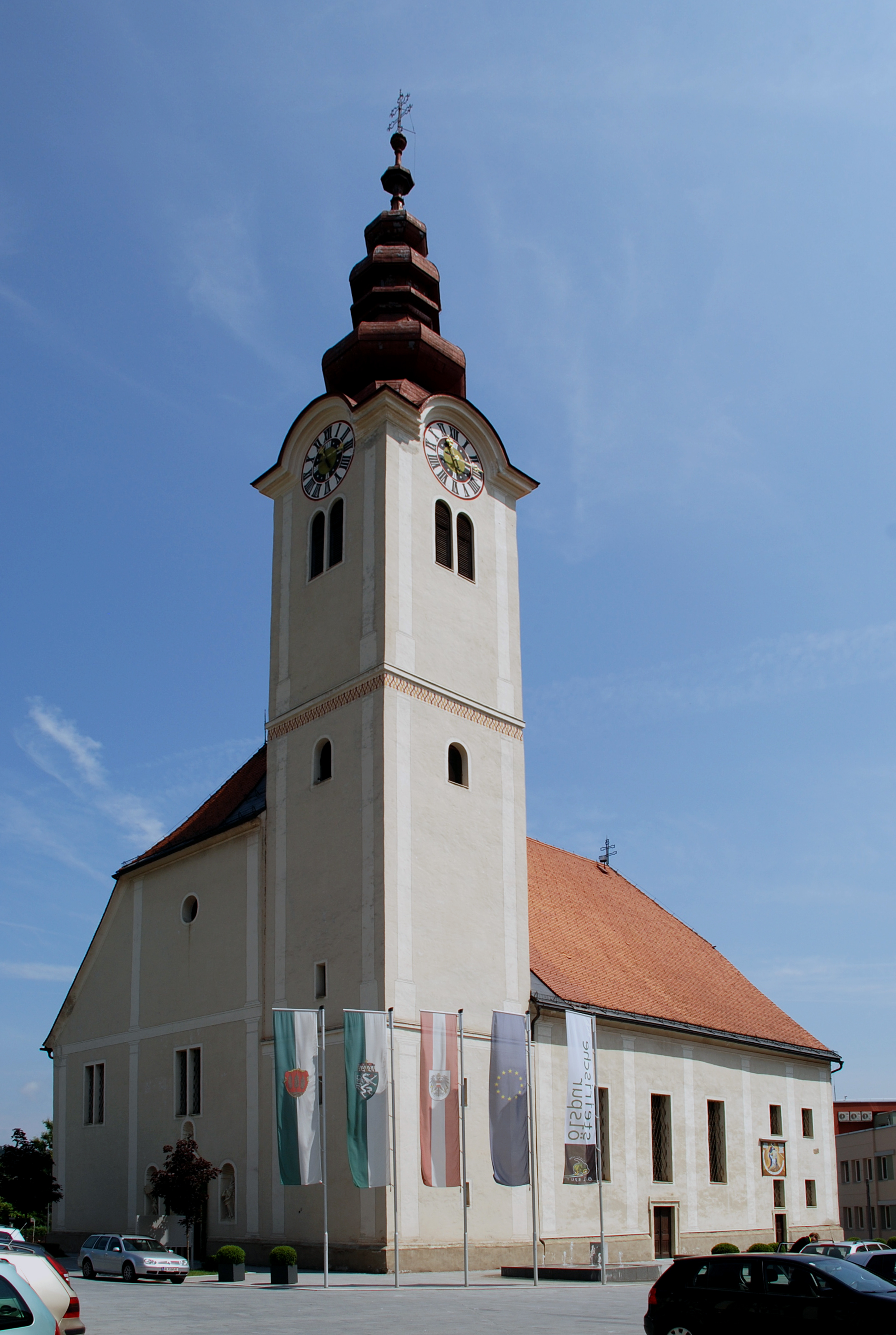
A Dorni Szűz Mária-plébániatemplom

- az eibiswaldi Dorni Szűz Mária-plébániatemplomot 1170 előtt alapították. A román alapú gótikus épületet 1678-ban barokk stílusban kibővítették. A 18. században búcsújáró hely volt.
- az eibiswaldi kastély
- a város legrégebbi, eredeti formájában megmaradt épülete a 16. századi reneszánsz Lerchhaus polgárház.
- a Hans Kloepfer- és helytörténeti múzeum
- az Osztrák Alpinista Társaság múzeuma
- Hora mezőgazdasági múzeum
- St. Oswald ob Eibiswald plébániatemploma
- Soboth plébániatemploma

## Híres eibiswaldiak
- Arnold Wetl (1970-) labdarúgó

## Fordítás
- Ez a szócikk részben vagy egészben  az   Eibiswald című német Wikipédia-szócikk ezen változatának fordításán alapul.  Az eredeti cikk szerkesztőit annak laptörténete sorolja fel. Ez a jelzés csupán a megfogalmazás eredetét és a szerzői jogokat jelzi, nem szolgál a cikkben szereplő információk forrásmegjelöléseként.